# Testimonium flavianum
Testimonium flavianum (свідчення Флавія) — свідчення юдейського історика Йосипа Флавія про Ісуса з Назарету.
Йдеться про два уривки з його твору Юдейські старожитності, опублікованих у 93 чи 94 роках грецькою мовою. Ці розділи твору, що згадують про Ісуса з Назарету, чітко вказують, що Йосип Флавій вже мав знання про раннє християнство.

## Юдейські старожитності, Книга XX , 9.1
У другому уривку Йосип Флавій описує смерть заподіяну Якову, братові Ісуса, званого Христом. Тут згадується заміна прокуратора Юдеї, померлого Феста на нового Альбіна. Йосип Флавій у 62 році писав:

## Критика
У своїй «Історії Церкви», надрукованій у 1592 році, Лукас Осіандер Старший оголосив свідчення Флавія неавтентичним аргументом, бо якби Йосип Флавій написав його, він став би християнином, але в решті про це нічого не можна знайти в його книгах.
Луї Каппел зауважив, що ці уривки не вписуються в контекст. Танаквілій Фабер стверджував, що твердження «він був Христос» суперечило судженню Орігена про те, що Йосип Флавій не вірив у Христа.